# Associazione Sportiva Dilettantistica Martina 2011-2012
Questa pagina raccoglie le informazioni riguardanti l'Associazione Sportiva Dilettantistica Martina nelle competizioni ufficiali della stagione 2011-2012.

## Rosa
| N. |                    | Ruolo | Calciatore          |
| -- | ------------------ | ----- | ------------------- |
|    | Italia (bandiera)  | P     | Francesco Leuci     |
|    | Italia (bandiera)  | P     | Domenico Muscato    |
|    | Italia (bandiera)  | P     | Domenico Comes      |
|    | Italia (bandiera)  | P     | Francesco Pugliese  |
|    | Italia (bandiera)  | D     | Alberto Tundo       |
|    | Italia (bandiera)  | D     | Rafaelle Gambuzza   |
|    | Italia (bandiera)  | D     | Giovanni Langella   |
|    | Italia (bandiera)  | D     | Ernesto Dispoto     |
|    | Italia (bandiera)  | D     | Vito Quacquarelli   |
|    | Albania (bandiera) | D     | Hysen Memolla       |
|    | Italia (bandiera)  | D     | Salvatore Scoppetta |
|    | Italia (bandiera)  | D     | Giovanni Montrone   |
|    | Italia (bandiera)  | D     | Pierpaolo Galasso   |
|    | Italia (bandiera)  | D     | Tobia Melis         |
|    | Italia (bandiera)  | C     | Daniele Fiorentino  |
|    | Italia (bandiera)  | C     | Francesco Portosi   |
|    | Italia (bandiera)  | C     | Umberto De Lucia    |

| N. |                   | Ruolo | Calciatore           |
| -- | ----------------- | ----- | -------------------- |
|    | Italia (bandiera) | C     | Salvatore Basile     |
|    | Italia (bandiera) | C     | Emiliano Irace       |
|    | Italia (bandiera) | C     | Marco Sevaggio       |
|    | Italia (bandiera) | C     | Andrea Ottonello     |
|    | Italia (bandiera) | C     | Gaetano Pignalosa    |
|    | Italia (bandiera) | C     | Nicola Pizzolla      |
|    | Italia (bandiera) | C     | Onofrio Turrito      |
|    | Italia (bandiera) | C     | Pasquale Berardi     |
|    | Italia (bandiera) | C     | Di Leva              |
|    | Italia (bandiera) | C     | Simone Bruno         |
|    | Italia (bandiera) | A     | Sergio De Tommaso    |
|    | Italia (bandiera) | A     | Nicola Chiesa        |
|    | Italia (bandiera) | A     | Antonio Picci        |
|    | Italia (bandiera) | A     | Giovanni Amodeo      |
|    | Italia (bandiera) | A     | Cosimo Patierno      |
|    | Italia (bandiera) | A     | Alessandro De Nicola |
|    | Italia (bandiera) | A     | Marco Vitale         |

## Risultati

### Serie D

#### Poule scudetto
| 13 maggio 2012 Turno preliminare - Giornata 1 | Martina | 0 – 0 | Salerno |  |

| 16 maggio 2012 Turno preliminare - Giornata 2 | HinterReggio | 3 – 4 | Martina |  |

| Città di Castello 24 maggio 2012 Semifinale  | Venezia              | 1 – 1 (d.t.s.) | Martina | Stadio Comunale Corrado Bernicchi |
| \| \| \| \| \| \| Tiri di rigore 5 – 2 \| \| |                      |                |         |                                   |
|                                              |                      |                |         |                                   |
|                                              | Tiri di rigore 5 – 2 |                |         |                                   |